# 88th Infantry Division
La 88th Infantry Division (88ª Divisione di fanteria) è stata una divisione di fanteria dell'esercito degli Stati Uniti che ha partecipato alla prima e seconda guerra mondiale. Fu attivata per la prima volta nell'agosto 1917 a Camp Dodge in Iowa con reclute provenienti da Minnesota, Iowa, Nebraska, Iowa, Dakota del Nord e Dakota del Sud, fu smobilitata nel giugno 1919 dopo la fine della prima guerra mondiale.
Il 15 luglio 1942 fu nuovamente attivata a Camp Gruber in Oklahoma e prese parte alla campagna d'Italia, dopo la fine delle ostilità la divisione rimase attestata sulla Linea Morgan ed a guarnigione del Territorio Libero di Trieste, venne disattivata il 24 ottobre 1947.